# Georgi Manev
Georgi Manev, né le 15 janvier 1884 à Veliko Tarnovo – décédé le 15 juillet 1965 à Sofia, est un physicien bulgare, fondateur du département de physique théorique de l'université de Sofia, recteur de cette même université (1936–37) et ministre de l'Éducation de Bulgarie (1938). Les résultats de ses recherches, principalement connues sous le nom « champ de Manev », sont utilisés de nos jours dans le domaine de l'aérospatiale.
Les articles qu'il a publiés dans les années 1920 ont été remarqués par Yūsuke Hagihara et analysés plus avant par Florin Diacu (en) et ses collègues.

## Source de la traduction
- (en) Cet article est partiellement ou en totalité issu de l’article de Wikipédia en anglais intitulé « Georgi Manev » (voir la liste des auteurs).